# 小杉龍一
小杉龍一（小杉竜一，1973年7月5日—），日本男性搞笑藝人、主持人。出身於京都府京都市西京區桂。搞笑組合黑色美乃滋成員，吐槽擔當，搭檔是吉田敬。所屬經紀公司是吉本興業東京本社（吉本創意經紀）。
是体重超过120公斤的肥胖者，且受脱发困扰。
2010年，在吉田的介紹下，和交往兩年的牙醫助理女友登記結婚。现育有二男一女。

## 作品

### 電影
- 2010年《別了，可愛的總統》
- 2014年《三分之一》

### 電視動畫
- 超能旺達（2016年） - 飾演 旺達王

### 動畫電影
- 與愛麗絲夢遊仙境 -Dive in Wonderland-（2025年） - 飾演 矮胖子[2]